# Mystus atrifasciatus
Mystus atrifasciatus är en fiskart som beskrevs av Fowler, 1937. Mystus atrifasciatus ingår i släktet Mystus och familjen Bagridae. IUCN kategoriserar arten globalt som livskraftig. Inga underarter finns listade i Catalogue of Life.